# Associação Americana de Psiquiatria

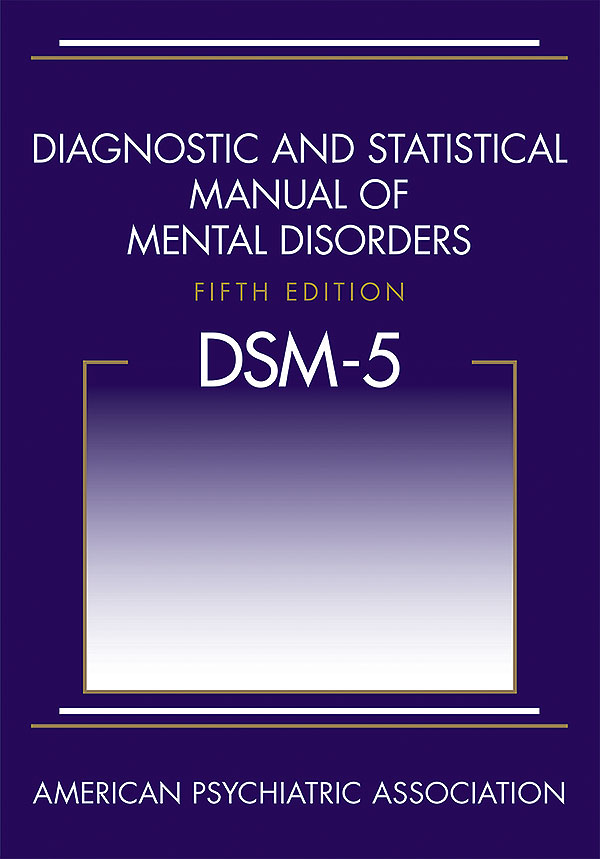
Capa do DSM-5

A American Psychiatric Association (Associação Americana de Psiquiatria) é a principal organização profissional de psiquiatras e estudantes de psiquiatria nos Estados Unidos, e a mais influente no mundo. Seus cerca de 38 mil membros são, em sua maioria, estadunidenses, mas muitos são de vários lugares do mundo. A associação tem várias publicações e panfletos, bem como o Manual Diagnóstico e Estatístico de Desordens Mentais, ou DSM. O DSM descreve as condições psiquiátricas e é usado mundialmente como referência para diagnóstico dos transtornos mentais.
A organização tem sua sede em Washington, DC.

## História
Em uma reunião em 1844 na Filadélfia, treze superintendentes e organizadores de asilos e hospitais para loucos formaram a Associação de Superintendentes Médicos das Instituições Americanas para Insanos (AMSAII). O grupo incluiu Thomas Kirkbride, criador do modelo de asilo que foi usado em todos os Estados Unidos. O grupo foi regulamentado para se concentrar "principalmente na administração de hospitais e como isso afetava o atendimento aos pacientes", em vez de conduzir pesquisas ou promover a profissão.
Em 1893, a organização mudou seu nome para The American Medico-Psychological Association. Em 1921, a Associação mudou esse nome para a atual Associação Psiquiátrica Americana. A Associação foi constituída em 1927.
A capa da publicação Semi-Centennial Proceedings da American Medical Psychological Association, que a Associação distribuiu em 1894 em seu 50º encontro anual na Filadélfia, continha a primeira representação do selo oficial da Associação. O selo passou por várias alterações desde aquela época.
O presente selo é um medalhão redondo com uma suposta semelhança com o perfil de Benjamin Rush e 13 estrelas sobre sua cabeça para representar os 13 fundadores da organização. O anel externo contém as palavras "American Psychiatric Association 1844." O nome de Rush e um médico estão abaixo da imagem.

A história da associação do selo afirma:
A escolha de Rush (1746-1813) para o selo reflete seu lugar na história. ... A prática psiquiátrica de Rush baseava-se em sangramento, purgação e no uso da cadeira tranquilizante e girador. Em 1844, essas práticas foram consideradas errôneas e abandonadas. Rush, entretanto, foi o primeiro americano a estudar o transtorno mental de maneira sistemática e é considerado o pai da psiquiatria americana. 
Em 2015, a Associação adotou um novo logotipo que representa o Bastão de Asclépio entrelaçado em uma serpente sobreposto à imagem de dois hemisférios de um cérebro humano. O logotipo aparece ao lado das palavras "American Psychiatric Association", com a palavra "Psychiatric" em negrito; o slogan "Liderança médica para mente, cérebro e corpo" aparece abaixo do logotipo. A Associação continuará a usar o selo com o perfil de Rush para fins cerimoniais e para alguns documentos internos.